# Viridemas galena
Viridemas galena là một loài bướm đêm trong họ Noctuidae.